# Йованович, Анастас
Анастас Йованович (серб. Анастас Јовановић) — сербский фотограф, является новатором в Сербии фотографии как произведения искусства, также является первым сербом, который фотографировал исторические события.

## Биография
Родился в 1817 году в Враце в семье болгарского торговца. С детства стремился перебраться в Белград, куда его отвезла мать в 1826 году. В 1832 году начал работать в Государственной типографии в Белграде. Пытался получить стипендию для того, чтобы уехать в Вену, но потерпел неудачу. Ему удалось уехать в Вену только при помощи знакомого, который устроил его там на работу.

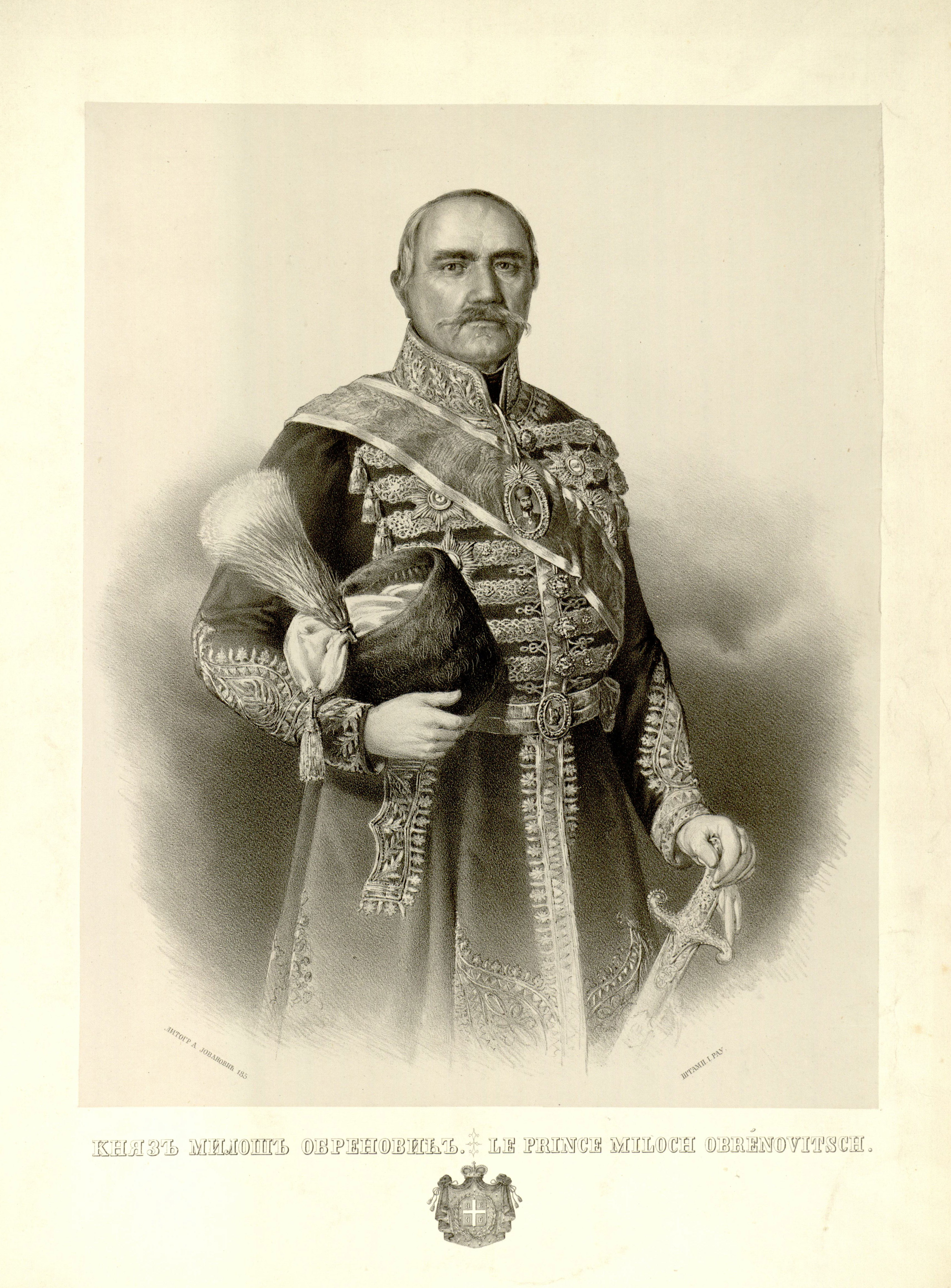
Милош Обренович, фотография Йовановича

В Вене Йованович увлёкся литографией, затем, в 1840-х, впервые увидел дагерротип и решил всерьёз заняться фотографией. Анастасу удалось купить фотоаппарат, и он стал первым сербом, который увлёкся этим занятием. В 1842 году сопровождал Милош Обреновича в Чехии и Германии, после чего укрепилась его дружба с монаршеской семьёй. Когда Обреновичи были сброшены с престола и Йованович остался без средств на существование, князь Милош покровительствовал ему. Фотограф стал секретарём Милоша в 1844 году.
В 1846 году Йованович окончил изучение живописи в Венской академии и начал вести активную политическую и творческую жизнь. Он попытался вернуться в Сербию, но ему отказали, мотивировав отказ тем, что Йованович является сторонником князя Милоша. Тем не менее, в 1850 году, с разрешения князя Александра Карагеоргиевича фотограф вернулся в Сербию.

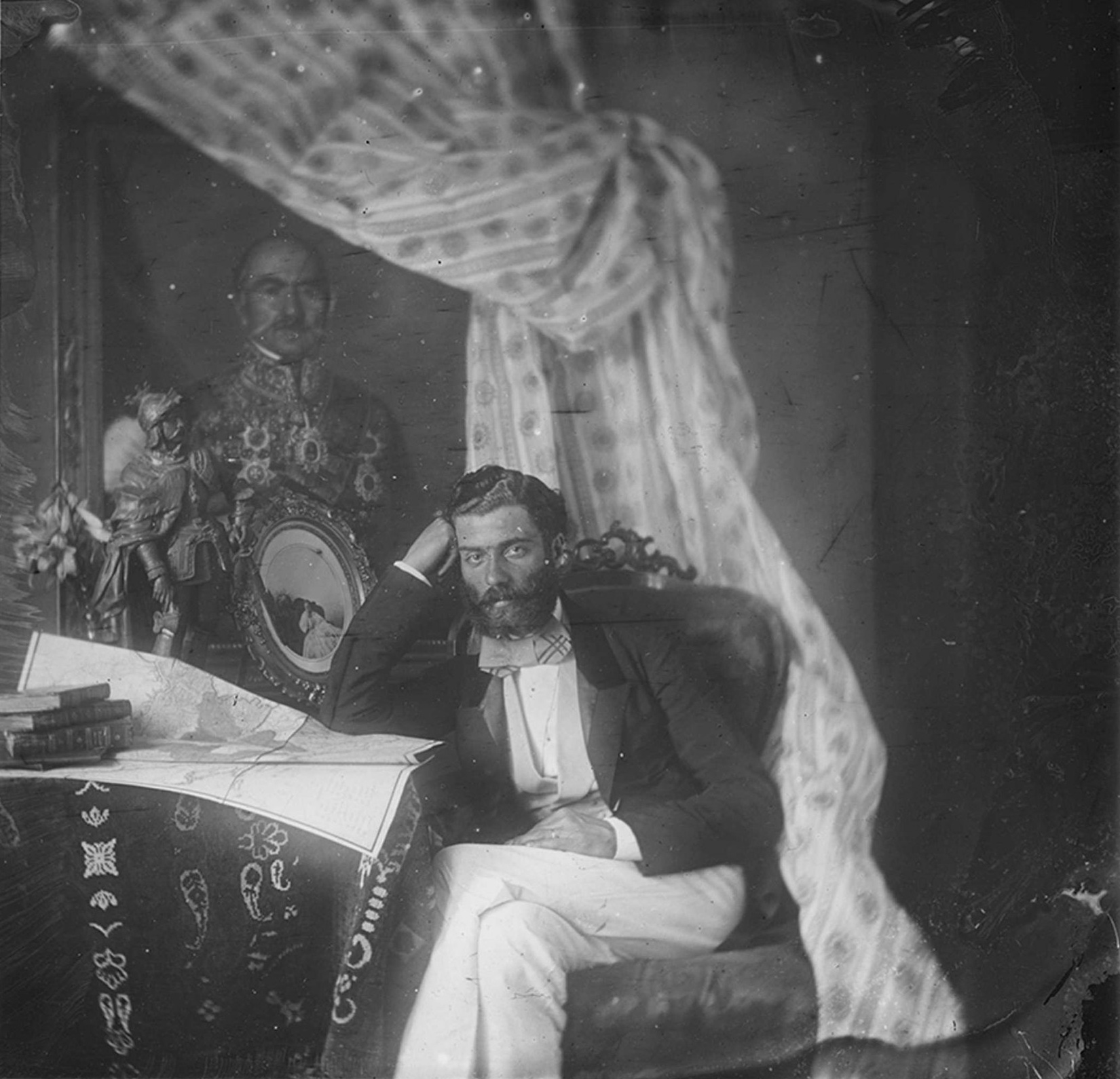
Михаил Обренович, фотография Йовановича.

В 1858 году к власти в Сербии вернулся Милош Обренович, и Йованович получил должность управителя при дворе губернатора Михаила Обреновича. После убийства князя Михаила в 1868 году Йованович покинул свою должность и начал заниматься главным образом фотографией. В этот период жизни он познакомился со многими выдающимися людьми и продолжал оставаться выдающимся гражданином Сербии. В 1870-х он в основном следит за развитием фотографии и не занимается этим сам. В 1877 году Анастас стал постоянным членом Венского фотографического общества.
Йованович скончался 1 ноября 1899 года в своей квартире в Белграде.